# 冨澤繁信
冨澤 繁信（とみざわ しげのぶ、1926年 - ）は、日本の実業家・歴史研究家。日本「南京」学会理事兼事務局長。

## 略歴
神奈川県横浜市生まれ。東京大学文学部ドイツ文学科卒業、更に同大経済学部経済学科入学。
戦後の1951年、住友信託銀行入社。退任後は住商リースで副社長。1998年退任。
「新しい歴史教科書をつくる会」の創立に参加。

## 著書
- 『南京事件の核心―データベースによる事件の解明』展転社、2003年7月 ISBN 978-4886562364
- 『「南京安全地帯の記録」完訳と研究』展転社、2004年10月 ISBN 978-4886562517
- 『「南京事件」発展史』展転社、2007年1月 ISBN 978-4886562982